# Amakusanthura angophora
Amakusanthura angophora is een pissebed uit de familie Anthuridae. De wetenschappelijke naam van de soort is voor het eerst geldig gepubliceerd in 1988 door Poore & Lew Ton.